# British Association of Mountain Guides
Der British Association of Mountain Guides (BMG) deutsch Britischer Verband der Bergführer hat über 140 Mitglieder und koordiniert international anerkannte Trainings- und Zertifizierungsprogramme.
Der Verband ist Mitglied der International Federation of Mountain Guides Associations (IFMGA).

## Geschichte
Der Verband wurde 1975 als eigenständiges Organ gegründet, um die Ausbildung, die Fähigkeiten und den Ruf der immer zahlreicher werdenden qualifizierten Bergsteiger zu entwickeln und zu verbessern, die sich als Reiseleiter qualifizieren und diesem Beruf in den Bergen der Welt nachgehen wollten.